# Цветаева, Анастасия Ивановна
Анастаси́я Ива́новна Цвета́ева (14 (26) сентября 1894 года, Москва — 5 сентября 1993 года, там же) — русская писательница и мемуаристка, дочь профессора Ивана Цветаева, младшая сестра Марины Цветаевой.

## Биография

Анастасия (слева) и Марина Цветаевы

Анастасия Цветаева (в семье её называли Ася) родилась 14 (26) сентября 1894 года в Москве, в семье музейного деятеля, тайного советника, члена-корреспондента Петербургской академии наук, профессора Московского университета И. В. Цветаева. Как и её старшая сестра Марина, получила домашнее начальное образование, а затем училась в частной женской гимназии М. Т. Брюхоненко. В 1902—1905 годах девочки жили в Западной Европе, учась в частных пансионах Швейцарии и Германии. Затем жила в Ялте, училась в Ялтинской гимназии. После смерти матери в 1906 году вернулись в Москву. Много времени в детстве и молодости проводили в Тарусе.
В 1912 году Цветаева вышла замуж за девятнадцатилетнего Бориса Трухачёва. Венчание состоялось вскоре после Пасхи в храме при Александровском убежище для увечных воинов села Всехсвятское. 9 августа того же года у них родился сын Андрей (ум. 31 января 1993 года, на 7 месяцев раньше матери). В 1914 году брак распался, а осенью 1915 года Цветаева вступила в гражданский брак с инженером-химиком Маврикием Александровичем Минцем (1886—1917) и переехала к нему в Александров. Семейная жизнь не помешала Анастасии заниматься литературой. В 1915 году у неё выходит первая книга — проникнутый ницшеанским духом философский текст «Королевские размышления».
После революции 1917 года сёстры Цветаевы по приглашению Максимилиана Волошина приехали в Крым, в Коктебель. Жили в гостях у Волошина. 18 июля 1917 года в Крыму умер от дизентерии Алёша, годовалый сын Анастасии Цветаевой от второго супруга — М. А. Минца, умершего в мае того же года от перитонита.
В начале 1920-х Цветаева возвращается в Москву, живёт случайными заработками, но продолжает писать. В 1921 году по рекомендации М. Гершензона и Н. Бердяева её принимают в Союз писателей. 23 июня 1924 года Б. Л. Пастернак пишет жене, Евгении Пастернак,

У Марины Цветаевой есть сестра Анастасия… Она большая умница. Она сама писательница, только прозу пишет…
…Теперь она ударилась в набожность и смотрит как на грех, даже на поэтическое творчество Марины… Она с большим треском и красноречьем возражала мне на самые скромные мои утвержденья.

В 1927 году Цветаева завершает книгу «Голодная эпопея», но не может её опубликовать. Та же судьба ждет и её роман «SOS, или Созвездие Скорпиона». В том же 1927 году Анастасии Ивановне удаётся съездить в Европу (гостила в Сорренто у М.Горького), и во Франции она в последний раз в жизни видится с сестрой Мариной.
В апреле 1933 года Анастасию Цветаеву арестовали в Москве в связи со знакомством с ранее арестованным Б. Зубакиным, масоном и розенкрейцером. После хлопот Б. Пастернака, Е. П. Пешковой и М. Горького её через 64 дня освободили.
С 1933 года по 31 августа 1937 года Анастасия Ивановна работала преподавателем немецкого языка в военном отделе Московского областного комбината иностранных языков.
2 сентября 1937 года в Тарусе её снова арестовали и обвинили в причастности к якобы существовавшему «Ордену Розенкрейцеров», созданному Б. Зубакиным. Одновременно забрали и её сына — Андрея Трухачёва, гостившего у матери с невестой. Во время второго ареста у писательницы изъяли все её сочинения. Сотрудники НКВД уничтожили написанные ею сказки и новеллы. Во время следствия ей сутками не давали спать. 10 января 1938 года Тройкой НКВД А. Цветаева была приговорена к 10 годам лагерей по обвинению в контрреволюционной пропаганде и агитации и участии в контрреволюционной организации, была направлена в Бамлаг (затем преобразован в Амурлаг). В лагере работала поломойкой, кубовщицей, на кирпичном заводе, в сметно-проектном бюро, чертёжницей. Нарисовала «на заказ» около 900 портретов женщин-заключённых, писала стихи. А. Б. Трухачёв был приговорён к 10 годам за «контрреволюционную агитацию». Отбывал наказание сначала в Карелии, а затем в Каргопольлаге. Архитектурное образование и проявленные на строительстве объектов организаторские способности позволили добиться уменьшения срока вдвое.
После освобождения в 1947 году поселилась в посёлке Печаткино Вологодской области, где к тому времени жил с семьёй и работал сын Андрей. 17 марта 1949 года она была вновь арестована и постановлением ОСО при МГБ СССР от 1 июня 1949 года Анастасия Ивановна была приговорена к ссылке в посёлок Пихтовка Новосибирской области. Была освобождена из ссылки в августе 1954 года, но до 1956 года продолжала жить в Пихтовке, занимаясь преподаванием немецкого, а затем переехала к сыну в город Салават в Башкирии (сын в 1951 году также был арестован и приговорён к двум с половиной годам лишения свободы «за превышение власти» при выполнении плана деревообделочной фабрики на Урале).
В 1957 году переехала в Павлодар к сыну, который искал работу в местах, разрешённых для прописки матери, где прожила 2 года до реабилитации. Вплоть до 1972 года А. Цветаева регулярно приезжала к сыну в Павлодар, где начала писать книгу «Воспоминания», принёсшую ей широкую известность в среде интеллигенции. В Павлодаре проживает её внук Геннадий Зеленин.
В 1959 году А. Цветаева была реабилитирована. В 1960 году побывала в Елабуге с целью разыскать могилу сестры Марины, после длительных и сложных поисков установила на Петропавловском кладбище крест на предполагаемом месте захоронения у южной стены погоста, впоследствии указанная А. И. Цветаевой точка по решению Союза писателей Татарстана названа «официальной могилой Марины Цветаевой». О поездке в Елабугу подробно рассказала в «Воспоминаниях». В 1961 году переехала в Москву, пыталась восстановить по памяти произведения, изъятые у неё при аресте. С 1979 года жила в однокомнатной квартире по своему последнему московскому адресу — Большая Спасская улица, д. 8, кв. 58 (на доме установлена мемориальная доска). В этот период создаёт мемуарные книги «Старость и молодость» (опубликована в 1988 году), исповедально-мистическую беллетристику «Неисчерпаемое» и последние издания «Воспоминаний». Часть личных вещей и фотографий хранится в Музее семьи Цветаевых в Тарусе.
В годы перестройки боролась за реставрацию особняка и создание музея своей сестры. Официальное открытие Культурного центра «Дом-музей Марины Цветаевой» в Москве состоялось 12 сентября 1992 года. В январе 2013 года в Павлодаре был открыт музей Анастасии Цветаевой, находящийся по улице 1 Мая, дом 35/1 (Дом Дружбы, Славянский центр).
Анастасия Цветаева скончалась 5 сентября 1993 года на 99-м году жизни в Москве. Похоронена на Ваганьковском кладбище рядом с могилой родителей и сына (участок № 14).

## Семья
- Первый муж: Борис Трухачёв (1893—1919).
  - Сын: Андрей Трухачёв (27 июля (9 августа) 1912[21] — 31 января 1993), архитектор, его жена — Нина Андреевна Зеленина.
    - Внучки: Маргарита Мещерская (род. 1947), Ольга Трухачёва (род. 1957), приёмный внук Геннадий Зеленин (пасынок Андрея Трухачёва; род. 1937).
      - Правнуки: Андрей (старший), Григорий (младший), Ольга.
- Второй муж: Маврикий Александрович Минц (1886—1917), инженер, в браке с 1915 года.
  - Сын: Алексей Минц (1916—1917[22]).

## Память

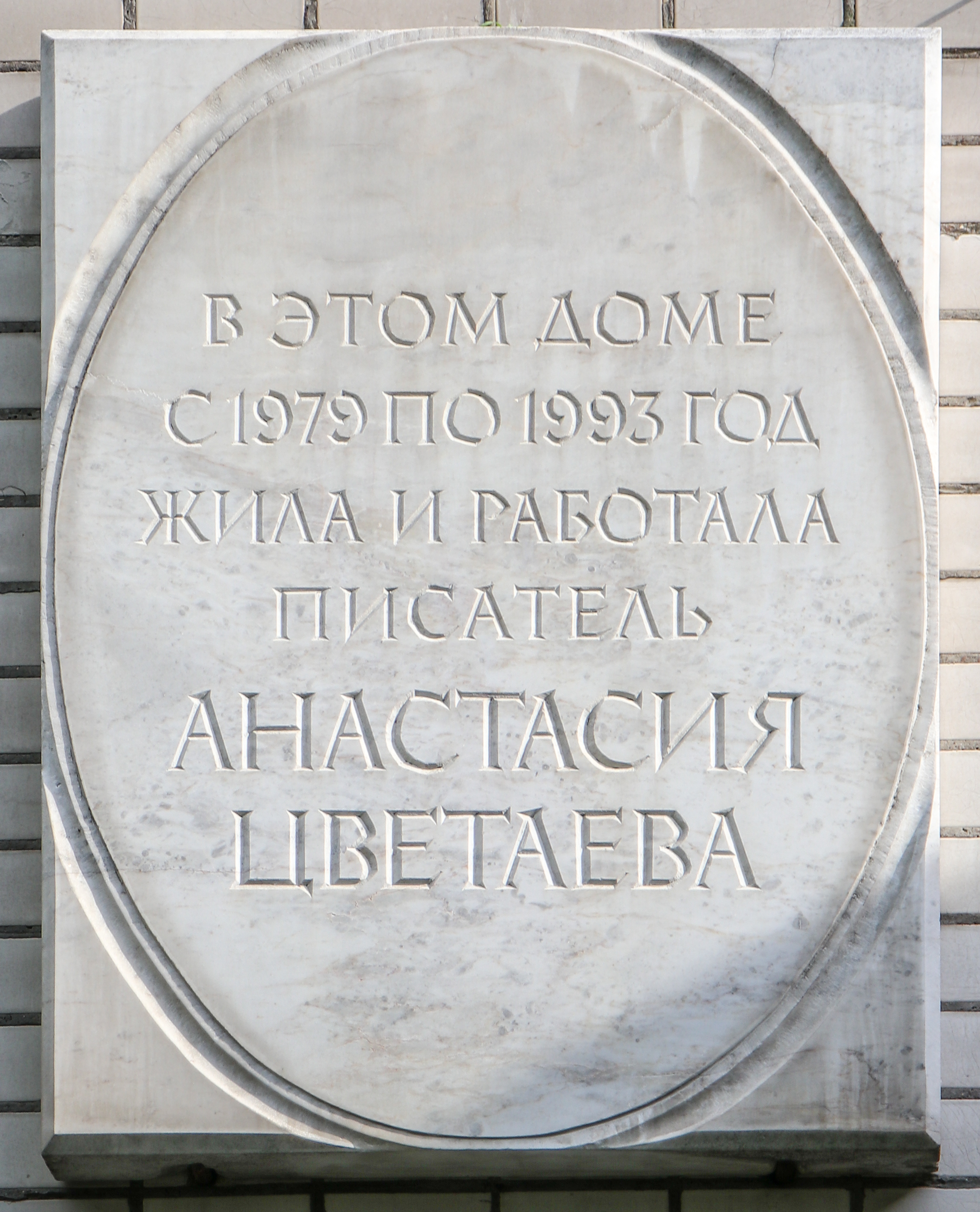
Мемориальная доска Анастасии Цветаевой (1894—1993). Доска из мрамора, была установлена в 1994 году на фасаде многоквартирного дома, в котором жила писательница в Москве (Большая Спасская улица, 8).

- Документальный фильм Марины Голдовской 1989 года  «Мне девяносто лет, ещё легка походка...» об Анастасии Цветаевой и её воспоминаниях о Марине Цветаевой.
- Мемориальная доска в Москве на фасаде многоквартирного дома на Большой Спасской улице, в котором жила писательница (1994, архитектор С. И. Смирнов)[23].
- В 2000 году художник Александр Реутов установил на острове Крохалёва памятный знак «Труженицам Амурлага» в честь Анастасии Цветаевой, на котором высек: «Труженицам АМУРЛАГА / 1936-56 гг. / Здесь трудилась Анастасия Ивановна Цветаева. Русская писательница впечатляющей судьбы. / Её жизнь остаётся совестью нашего общества»[24].
- 20 июля 2016 года в городе Кокшетау, в Музее истории города Кокшетау, открыли экспозицию, посвященную пребыванию Анастасии Цветаевой в городе. В музей были переданы реликвии из семейного архива Анастасии Цветаевой. Среди экспонатов — письма, телеграммы, переписки с упоминанием Кокшетау, а также фотографии города, выполненные самой Цветаевой. Иконки, сделанные в сибирской ссылке, книги и восьмой номер журнала «Простор», с автографом писательницы, адресованным её младшей внучке Маргарите Трухачёвой. Экспонаты, были получены инициативной группой из Москвы, а также переданы внучкой Анастасии Цветаевой Ольгой Трухачёвой.
- 24 июня 2017 года в городе Александрове на здании администрации Александровского района открыта памятная доска с текстом «В этом доме в 1915 году Анастасия Цветаева написала книгу „Дым, дым и дым“»[25]
- 4 января 2013 года в Павлодаре был открыт Музей Анастасии Цветаевой.

## Комментарии
1. ↑  В первой редакции называлась «Повесть о Кокчетаве».